# Kyryło Walnycki
Kyryło Walnycki (ur. w 1889, zm. ?) – ukraiński działacz społeczny w Galicji, poseł na Sejm II kadencji, dziennikarz.
W latach 20 XX wieku przywódca lewicowej młodzieży o nastawienieu moskalofilskim, jeden z założycieli Ukraińskiego Włościańsko-Robotniczego Zjednoczenia Socjalistycznego (Sel-Rob), później działacz i przewodniczący Sel-Robu Lewicy.
Redaktor lwowskiej gazety "Wolia naroda", wydawanej początkowo w języku rosyjskim, a później w ukraińskim.
W latach 30 wyjechał do ZSRR. Aresztowany i skazany, zmarł w łagrze.